# Embuscade de Mizrana
L'embuscade de Mizrana (opération Mizrana ) est une attaque par le Groupe salafiste pour la prédication et le combat d'un convoi militaire en Algérie, en 2002.

## Déroulement
Le 5 mai 2002, une patrouille de l'armée algérienne tombe dans une embuscade dans la forêt de Mizrana près de Tizi Ouzou, entre Mazer et Tala-Mimoum. Des bombes dissimulées dans le sol explosent au passage du convoi, une cinquantaine de jihadistes du GSPC embusqués ouvrent alors le feu avec leurs armes automatiques. 15 soldats sont tués lors du combat et 7 autres sont capturés.